# Spodnje Vetrno
Spodnje Vetrno je naselje v Občini Tržič.